# Rose-Maïté Erkoreka
Pour les articles homonymes, voir Erkoreka.
Rose-Maïté Erkoreka est une comédienne québécoise née le 11 juillet 1976.

## Biographie
Rose-Maïté Erkoreka est diplômée du Conservatoire d'art dramatique de Montréal, promotion 2001.

## Carrière

### Filmographie
- 2003 : Corossol (court-métrage) : Sophia
- 2003 : Les Invasions barbares : Étudiante (Gabrielle)
- 2012 : La Boutique de forge (court-métrage) : Coriandre
- 2013 : Louis Cyr : Mélina Comtois
- 2014 : Nouvelles, Nouvelles : Héloïse
- 2018 : En attendant Avril : Eleonore Onnaberri
- 2020 : Il n'y a pas de faux métier : Chœur

### Série télévisée
- 2001 : Réal-TV/Réal-IT : Chang
- 2002 : Max Inc. : Nikita Aucoeur
- 2002-2011 : Une grenade avec ça? : Ève Kaputchinsky
- 2004 : Lance et Compte : La Reconquête : Madeleine
- 2005-2007 : Providence : Édith Beauchamp (jeune)
- 2005-2007 : Casino : Mélanie Dumas
- 2008 : Destinées : Sylvie Beaudoin
- 2008 : Les Hauts et les Bas de Sophie Paquin : Mélanie
- 2013 : L'Appart du 5e : Lola
- 2013 : 30 vies : Me Levasseur
- 2014-2015 : Subito texto : Brigitte Blais
- 2015 : Pour Sarah : Sylvie Talbot
- 2019 : O' : Médecin de la clinique
- 2019 : District 31 : Liliane d'Astous
- 2021 : L'Échappée : Julie Rhéaume
- 2023 : Stat : Laurence Freeman
- 2023 : Premier trio : La mère de Max

### Théâtre
- L'oiseaux vert de Gozzi (2001) (Pompéa) Mise en scène Jean-Stéphane Roy
- Méphisto, le roman d'une carrière (adaptation d'Ariane Mnouchkine du roman de Klaus Mann) (2003) (Nicoletta) Mise en scène Daniel Paquette
- Ivanov (2006) (Anna Pétrovna) Mise en scène Daniel Paquette
- Autobahn (2008) Mise en scène Martin Faucher
- Voiture américaine (2015) (Garance) Mise en scène Philippe Lambert
- Le déclin de l'empire américain (2017) (Espace Go) Mise en scène Patrice Dubois

### Doublage
- High School Musical 3 : La dernière année (2008) ... Tiara Gold
- Destination ultime 5 (2011) ... Molly Harper
- Défis extrêmes : Le Retour à l'île (2012) ...  Anne-Marie
- L'île des défis extrêmes (2023) ... Millie

## Nominations et prix

### Nominations
2009 : Gala Artis: Artiste d'émissions jeunesse
2014 : Gala des Jutras: Rôle de soutien féminin : Mélina Comtois dans Louis Cyr

### Prix
2008 : Prix Gémeaux : Meilleure interprétation premier rôle : jeunesse